# Ragnhild Sigurdsdatter
Ragnhild Sigurdsdatter (en vieux norrois Ragnhildur Sigurðardóttir) était la femme d'Halvdan Svarte. Elle était la fille de Sigurd Hjort Helgesson (ca. 810 -) et de Tyrne Haraldsdotter (ca. 822 -). Elle est née vers 840, à Ringerike, et décédée vers 858.
Elle eut avec Halvdan Svarte un fils :  Harald Hårfagre, vers 850. Snorri raconte dans l'Heimskringla le rêve que fit Ragnhild avant la naissance d'Harald :

« La reine Ragnhild qui était une femme intelligente était accoutumée à faire de grands rêves. Elle rêva ainsi qu'elle se trouvait dans un jardin et qu'elle enlevait une épine de sa chemise; alors qu'elle la tenait dans sa main, l'épine se mit à croître au point de se transformer en une grande tige d'arbre. L'une des extrémités de cette tige prit bientôt racine dans la terre, tandis que l'autre extrémité s'élevait haut dans le ciel. Peu après l'arbre lui apparut si grand qu'elle put à peine en apercevoir la cime; il était en outre extraordinairement large. le pied de l'arbre était rouge comme le sang, le tronc était beau et vert et les branches paraissaient blanche comme la neige. Les rameaux étaient à la fois grands et nombreux, et ils se trouvaient aussi bien en haut qu'en bas de l'arbre. Ses branches étaient d'une dimension telle qu'il lui sembla qu'elles s'étendaient au-dessus de toute la Norvège, et beaucoup plus loin encore »

Ce rêve est interprété par beaucoup comme un présage pour son fils. La tige verte était un signe de la floraison du royaume. La blancheur des branches signifiait qu'il vivrait vieux, quant aux branches nombreuses, elles indiquaient qu'il aurait une nombreuse descendance répartie par tout le pays.